# Dolinka pod Váhou
Dolinka pod Váhou, v různých pramenech se objevují i formy Kotlina pod Váhou, Dolinka pod sedlem Váha (polsky Kotlinka pod Wagą, německy Hunfalvytälchen, Hunfalvykessel, maďarsky Hunfalvyvölgy), je úval Žabí doliny, ohraničený od západu krátkým jižním hřebenem Žabí věže, od severu úsekem hlavního hřebene Vysokých Tater od Žabí věže po Rysy a od východu pokračováním hlavního hřebene Vysokých Tater po Ťažký štít a jeho vedlejším jihozápadním hřebenem.

## Název
Je odvozen z polohy pod sedlem Váha. Maďarské a německé pojmenování vzniklo v roce 1878 z návrhu Uherského karpatského spolku. Měl připomínat, že Ján Hunfalvy vystoupil v roce 1856 z dolinky na sedlo.

## Turistika
- po modré značce od rozcestí u Popradského plesa do Mengusovské doliny k rozcestí nad Žabím potokem (35 min, ↓ 25 min), odtud po červené značce přes Dolinku pod Váhou (od Popradského plesa 3h, ↓ 2.15h) k Chatě pod Rysy.